# 生きてるうちが花なのよ死んだらそれまでよ党宣言
『生きてるうちが花なのよ死んだらそれまでよ党宣言』（いきてるうちがはななのよしんだらそれまでよとうせんげん）は、1985年（昭和60年）製作・公開、森﨑東監督による日本の長編劇映画である。

## 概要
松竹大船撮影所の森崎東が、監督デビュー作『喜劇 女は度胸』以来のヒロイン女優倍賞美津子を主演に、名古屋の映画会社キノシタ映画の出資を得て製作、日本アート・シアター・ギルドが配給した喜劇映画である。一方で原発ジプシー、コザ暴動、じゃぱゆきさんなど様々な社会的主題が盛り込まれており、単なる喜劇に止まらない。森崎はかねてより自ら製作する作品を「怒劇」と呼んでおり、物語の最後で辛抱に辛抱を重ねてきた主人公が原発ジプシーの元締めややくざと癒着する刑事に怒りの銃弾をお見舞いするという本作はその代表的な例。さらには底辺に生きる人々のバイタリティを描いた「人間賛歌」との見方もある。
本作により、主演の倍賞美津子が、第9回日本アカデミー賞で『恋文』『友よ、静かに瞑れ』(最優秀主演女優賞)とともに、第59回キネマ旬報ベスト・テンと第40回毎日映画コンクールでいずれも『恋文』とともに、それぞれ最優秀主演女優賞を獲得した。
映画評論家・橋本勝は本作について、「原発で働く”原発ジプシー”と、東南アジアから日本への出稼ぎ女性”じゃぱゆきさん”」という「現代日本の底によどむ問題をあぶり出す」「たいへん重要な作品」であり、「浮ついた喜劇ではない、現代日本の闇を果敢に告発している恐怖劇といった趣があります。」と評している。
本作のビデオグラム化は、1996年（平成8年）3月8日、東映ビデオがVHSとしてリリースして以降、長年DVD化はされていなかったが2012年（平成24年）初DVD化。
なお、本作との関連は不明ながら、あがた森魚が1972年にリリースしたアルバム『乙女の儚夢』の収録曲「大道芸人」（作詞：林静一）では「ないて生きよか　笑って生こうか　死んでしまえば　それまでよ　生きているうちが　花なのね」と歌われている。また本作で音楽を担当した宇崎竜童は後に「生きているうちが花なんだぜ」という楽曲を作詞作曲、本作の続編に位置づけられている『ニワトリはハダシだ』のエンディングで使われた。さらにロックバンドのアンジーが「生きてるうちが花なのよ」（作詞：三戸華之介）という歌を作り、その歌詞として「生きてるうちが花なのよ　どうやら一日過ぎた　死んだらほんとにそれまでよ　そっちの調子はどうだい」と歌っている。

## ストーリー
バーバラは15年ほどむかし、19歳のときにコザ暴動で沖縄をはなれたヌードダンサー。その恋人の宮里は、原子力発電所の定期検査にたずさわる、いわゆる原発ジプシーだが、今は暴力団の手先になっている。
バーバラは、元教師の野呂と一緒に旅に出て、久しぶりに福井県を訪れた。この地で彼女は、昔なじみのアイコと再会。アイコは頭の弱い娼婦で、「アイちゃんですよ。ご飯食べた?」が口癖。足抜けをはかったために、ヤクザに追われている。そんなアイコには、原発で働く安次という恋人がいたが、死んでしまったという。
ところが安次の墓に出向いたバーバラと野呂は、実は安次が生きていることを知る。安次は、原発事故で放射能を浴び、事故の詳しいことを知っていることがばれるのを恐れて、死んだふりをしていたらしい。アイコと安次は、「じゃぱゆきさん」マリアとともに逃亡をはかるが、暴力団に見つかり、殺されてしまう。
アイコ殺しの罪を着せられそうになったのが宮里。しかし宮里は反発し、暴力団員戸張を猟銃で射殺する。バーバラたちは、事情を知ったため危険にさらされたマリアをフィリピンに帰してやろうと、密航を企てた。それを阻止しようと、暴力団や、悪徳刑事の鎧が港にやってくる。撃たれて息を引き取った宮里にかわって、バーバラは猟銃をぶっ放し、悪漢たちを退治する。
結局マリアの乗った船は、船長が油を積まなかったために止まってしまったが、最終的に彼女はフィリピンに送還されることになった。船上からバーバラの姿を見つけたマリアは、「あふれる情熱、みなぎる若さ、協同一致団結、ファイト!」と呼びかける。

## キャスト
バーバラ
演 - 倍賞美津子
33歳。10代の頃から旅回りのヌードダンサーとして日本中を1人で周っている。サバサバした性格で姉御肌で知り合いが困っているとつい助けたくなる性分の持ち主。宮里がヤクザと関わりが切れていないことや、いまいち頼りない所に不満に感じている。
宮里ススム
演 - 原田芳雄
バーバラの恋人。ヤクザ組織と関わりがある男。口では「ヤクザと縁を切る」と言っているがどの程度本気で言っているのかは不明でダラダラと今の状態を続ける。普段は粋がって手荒い行動をしているが、組員の戸張や鎧刑事を前にすると大人しくなる。
野呂
演 - 平田満
正たちのクラス担任教師。冒頭で正たちが起こした積立金強奪事件に巻き込まれた影響で解雇されてしまう。その後バーバラの旅回りに付き添い、旅先の福井県の原発で作業員生活を始める。気が弱い性格で話す声も小さく、動きが鈍臭くよく転んでいる。
謝花正
演 - 片石隆弘
不良生徒。不良仲間のタマ枝と和男で修学旅行積立金を盗む事件を起こす。ススムを『兄貴』と呼び慕っている。後先考えずに行動する性格。その後福井県の原発の作業員として働き始め、そこの町で暮らすマリアと出会い好意を寄せる。
タマ枝
演 - 竹本幸恵
正の不良仲間。バーバラを『バーバラ姉さん』と呼び慕っている。誰の子かは不明だが妊娠している。積立金強奪事件の後、福井県でホステスらしき仕事を始める。アイコと知り合いすぐに親しくなる。
和男
演 - 久野真平
正の不良仲間。積立金強奪事件の後、宮里を頼って福井県に正とタマ枝と共に付いて行き、一緒に暮らすようになる。その後バーバラたちと出会ったマリアを故郷のフィリピンに帰すために仲間と協力する。
アイコ
演 - 上原由恵
原発作業員たちを相手にする娼婦。アイコという名前は、本人によると「じゃんけんのあいこが由来」とのこと。天真爛漫な性格。バーバラとは大の仲良し。作中に出てくる「あふれる情熱、みなぎる若さ、協同一致団結、ファイト!」という言葉は安次と2人で考えた合言葉。
姉川安次（やすじ）
演 - 泉谷しげる
アイコの恋人。原発の作業員。防護服やマスクを着用しながら過酷な労働環境で働いていたが、怪我をして人体に放射能の影響を受ける。原発作業中に放射能を浴びた話が外部の人に漏れる事はタブーなため、周りには“死んだ”ことにしてひっそりと隠れて暮らしている。
鎧刑事
演 - 梅宮辰夫
原発作業中の放射能汚染の影響で死んだとされる安次の死に疑問を感じて調べようとする。マリアが、故郷であるフィリピンに密航する事を疑い、彼女の行方を追う。
島袋
演 - 河原さぶ
戸張
演 - 小林稔侍
宮里が関わっていたヤクザ組織の組員。宮里がアイコを組に無断で足抜けさせたため詫びを入れるよう伝えるなど組長からの指示を何度か宮里に伝えに来る。
塩崎
演 - 唐沢民賢
大内
演 - 左とん平
教頭。タマ枝たちから『タヌキ』と呼ばれている。積立金強奪事件を起こした正たちに今後の通学を拒否し、彼らに人質になった野呂を「生徒と組んで金を盗んだ犯人」と勘違いして解雇する。
花田
演 - 水上功治
タケ子
演 - 小林トシエ
タマ枝の母。バーバラと親しくしている。夫が家を出て以来、沖縄料理屋を1人で切り盛りしながら女手1つで娘を育てている。素行の悪いタマ枝に気を揉む。
ギン子
演 - 乱孝寿
福井県にあるバーのママ。マリアの雇い主。客として訪れる原発作業員たちに酒や食事を提供する。気が強く思ったことをはっきり言う性格で鎧刑事の汚い捜査のやり方を批判したり、危険を顧みず人助けをしようとするバーバラに釘を刺す。
タネ
演 - 辻伊萬里
マリア
演 - ジュビー・シバリオス
フィリピンの出稼ぎ女性。日本語はほとんど話せない。バーバラに親しみを感じて、時々彼女が行く所についていき少し離れた場所から様子をうかがっている。パスポートを取り上げられ帰るに帰れず、1日3食カップ麺を食べるような貧しい生活を強いられている。
児玉
演 - 片岡五郎
女教師（小柳）
演 - 伊藤公子
冒頭で預かっていた生徒たちの修学旅行の積立金を正たちによって狙われ、叫び声を上げながらお金を守ろうとする。
山本刑事
演 - 久木念
春子
演 - 明石麻弥子
警官A
演 - 重松収
警官B
演 - 新間正次
アナウンサー
演 - 大塚尚児
冒頭で正たちが起こした積立金強奪事件をテレビのニュースで伝える。
真志城亀吉船長
演 - 殿山泰司
タケ子の店の常連客。タケ子に好意を寄せており1年前の地元の祭りの夜に口説いたことがある。

## スタッフ
- 製作 : 木下茂三郎
- 企画 : 市川堂満
- プロデューサー : 中沢敏明
- 監督 : 森﨑東
- 脚本 : 近藤昭二、森崎東、大原清秀
- 撮影 : 浜田毅
- 照明 : 長田達也
- 美術 : 高橋章
- 録音 : 武進
- 記録 : 森田溶子
- 編集 : 菅野善雄
- スチル : 竹内健二
- 音楽 : 宇崎竜童
- 監督補 : 下村優
- 助監督 : 武内孝吉
- 製作 : キノシタ映画
- 配給 : 日本アート・シアター・ギルド

## 註
1. ↑  “松竹の映画製作の歴史 Part17〈森﨑東と今村昌平　「怒劇」と「重喜劇」〉”. 松竹. 2024年5月26日閲覧。
2. ↑  “一周忌追悼特集　森崎東　たったひとりの反乱的美学”. シネ・ヌーヴォ. 2024年5月26日閲覧。
3. ↑  “第9回日本アカデミー賞 優秀賞”. 日本アカデミー賞公式サイト.   日本アカデミー賞協会 (1986年2月20日). 2025年6月12日閲覧。
4. ↑  Ikiteru uchiga hana nanoyo shin-dara sore madeyo to sengen, Internet Movie Database. 2010年3月10日閲覧。
5. ↑   『映画の名画座 259本だてイラスト・ロードショウ』（1990年8月、現代教養文庫）
6. ↑  宇崎竜童、山崎ハコ、早坂紗知、大木雄高「芳雄さんにありがとうって言おう」『映画芸術』第437巻、2011年10月、24-31頁。